# Sky Cinema Disney
Sky Cinema Disney – kanał filmowy z rodziny Sky Cinema. Powstał w ramach współpracy News Corporation z Disney-ABC Television Group. Stacja rozpoczęła nadawanie 28 marca 2013 roku w Wielkiej Brytanii i Irlandii, zastępując tym samym brytyjską wersję kanału Disney Cinemagic. Tak jak poprzednik, kanał wyświetla głównie filmy pełnometrażowe wytwórni The Walt Disney Company w odstępie co najmniej pół roku od zakończenia projekcji kinowej. Charakter kanału uwydatnia fakt współpracy News Corporation z Disneyem.
Kanał jest jednym z własnych kanałów platformy Sky.